# Евразийское патентное ведомство
Евразийское патентное ведомство (ЕАПВ) — исполнительный орган ЕАПО. Как сказано в ст. 4 ЕАПК: 
"Евразийское ведомство выполняет все административные функции Организации. Оно является секретариатом Организации".
ЕАПВ возглавляет президент, являющийся высшим должностным лицом ЕАПО.
Президент ЕАПВ определяет его структуру и назначает персонал. Он отвечает перед Административным советом за деятельность ЕАПВ и наделен, в частности, широким кругом правомочий:
- принимать все меры, целесообразные для деятельности ЕАПВ, включая издание нормативных актов;
- представлять Административному совету предложения по изменению ЕАПК и других нормативных актов ЕАПО;
- готовить проект бюджета ЕАПО и исполнять бюджет после его принятия;
- представлять Административному совету годовой отчет о деятельности и годовые счета организации;
- осуществлять руководство персоналом ЕАПВ, обеспечивать решение вопросов по его социальной защите.

Каждое государство-участник имеет свою квоту в штате ЕАПВ, которая определяется правилом 9 Административной инструкции.
Упомянутые выше квоты определяются с учетом экономического потенциала государств-участников и составляют в процентном отношении: для России - 62, Белоруссии - 7, Казахстана - 7, Азербайджана - 4, Армении - 4, Киргизии - 4, Молдовы - 4, Таджикистана - 4, Туркменистана - 4.
Принимаемые на работу в ЕАПВ служащие с учетом выделенных квот рекомендуются национальными патентными ведомствами государств-участников. При этом рекомендуемые служащие должны иметь необходимую подготовку и опыт практической работы в области промышленной собственности, организаторские способности и удовлетворительное знание русского языка.
Служащие ЕАПВ не имеют права работать по совместительству и заниматься деятельностью, несовместимой с выполнением их служебных обязанностей, кроме научной, преподавательской и иной творческой деятельности.
В правиле 11 Административной инструкции регламентирован круг служебных обязанностей служащих, в том числе обязанность и по окончании своей служебной деятельности не разглашать и не использовать информацию, являющуюся по своему характеру конфиденциальной.
При возникновении споров между ЕАПО и служащими ЕАПВ применяются нормы трудового законодательства страны местонахождения штаб-квартиры ЕАПО. Кроме того, служащие или бывшие служащие Евразийского ведомства имеют право обращаться в Административный суд Международной организации труда в пределах условий, определенных их должностными инструкциями или контрактами.